# Moho apicalis
Moho apicalis is de wetenschappelijke naam van de Oahu-o'O, een soort uit het geslacht Moho, een groep vogelsoorten die in het Hawaïaans o'O's heten. Het is een uitgestorven zangvogel die endemisch was op het eiland Oahu (Hawaï).

## Kenmerken
De mannetjes van Moho apicalis bereikten een lengte van 30,5 centimeter. De vleugellengte was 10,5 tot 11,4 centimeter, de snavel was en 3,5 tot 3,8 cm lang. De vrouwtjes waren kleiner. Het verenkleed is voornamelijk roetzwart met bruine staartveren. De snavel en de poten waren zwart. Een opvallend kenmerk vormde de witte, piekerige okselveren en de gebandeerde staartpennen die eindigden in een punt. Op de flanken en onder de staartdekveren zaten heldergeel gekleurde veren (zie afbeelding).

## Verspreiding en leefgebied
Moho apicalis kwam alleen voor in de bergwouden van het Hawaïaanse eiland Oahu, het eiland waarop ook de stad Honolulu ligt. Over de leefgewoonte van deze vogel is weinig bekend.

## Het uitsterven
Toen John Gould Moho apicalis in 1860 voor de wetenschap beschreef, was de vogel eigenlijk al uitgestorven. In 1837 verzamelde de Duitse natuurvorser Ferdinand Deppe drie exemplaren van deze soort in de heuvels achter de hoofdstad Honolulu. Tussen 1880 en 1890 waren er enkele expedities onder leiding van de ornitholoog Robert Leighton Cyril Perkins, maar die bleven zonder resultaat. Daarna werd de soort uitgestorven verklaard.
Als mogelijke oorzaken voor het uitsterven van de Moho apicalis wordt vooral habitatvernietiging door ontbossing genoemd en de introductie van ratten, varkens en geiten. Verder vermoeden deskundigen dat ingevoerde uitheemse soorten steekmuggen parasitaire vogelziekten verspreidden waarvoor deze inheemse soort zeer gevoelig was.
Er zijn er zeven exemplaren in de collecties van natuurhistorische musea in Berlijn, New York, Londen en Cambridge (Massachusetts). In 1994 werd Moho apicalis toegevoegd aan de internationale rode lijst van uitgestorven soorten.